# جون مونتيس
جون مونتيس (بالإسبانية: Johan Montes)‏ هو لاعب كرة قدم فنزويلي، ولد في 4 يناير 2000 في ماراكاي في فنزويلا.

## وصلات خارجية
- جون مونتيس على موقع قاعدة بيانات كرة القدم.إي يو (الإنجليزية)
- جون مونتيس على موقع Soccerway.com (الإنجليزية)